# Rätansbyn
Rätansbyn is een plaats in de gemeente Berg in het landschap Jämtland en de provincie Jämtlands län in Zweden. De plaats heeft 168 inwoners (2005) en een oppervlakte van 53 hectare. De plaats ligt aan de oever van het meer Rätanssjön en door de plaats loopt de Europese weg 45.